# Marguerite Friedlaender
Marguerite Friedlaender, auch Marguerite Friedlaender-Wildenhain, (* 11. Oktober 1896 in Écully bei Lyon; † 24. Februar 1985 in Guerneville, Kalifornien), war eine deutsch-englische Keramikerin und Porzellangestalterin. Sie lernte in der keramischen Werkstatt des Bauhauses und lehrte an der Burg Giebichenstein Kunsthochschule Halle, wo ihr gestalterischer Einfluss bis in die Gegenwart spürbar ist. Aufgrund ihrer jüdischen Herkunft emigrierte sie 1933 zunächst in die Niederlande, später in die USA.

## Leben
Von einem deutsch-französischen Vater (Theodor Friedlaender) und einer englischen Mutter (Rose Calmann) mit thüringischen Wurzeln abstammend und in Frankreich sowie ab 1910 in Berlin aufgewachsen, bestimmte ihre Herkunft ihren Lebensstil, sie war Weltbürgerin. 1914 legte sie ihr Abitur auf einem englischen Internat in Folkestone ab. An der Kunstgewerbeschule Berlin studierte sie Holzbildhauerei und Zeichnen. Ab 1916/17 war sie Dekormalerin in einer Rudolstädter Porzellanmanufaktur. Von 1919 bis 1925 war Marguerite Friedlaender am Staatlichen Bauhaus eingeschrieben, absolvierte nach dem Vorkurs zunächst bis 1922 eine Lehre in der Keramischen Werkstatt am Bauhaus in Dornburg/Saale unter Formmeister Gerhard Marcks und Werkmeister Max Krehan. Anschließend arbeitete sie bis 1925 in der Keramischen Werkstatt Dornburg. 1926 legte sie in Halle (Saale) ihre Meisterprüfung ab, Anfang 1928 verbrachte sie drei Monate zu Studienzwecken in Höhr-Grenzhausen.
Von 1925 bis 1933 war sie an der Kunstgewerbeschule Burg Giebichenstein in Halle (Saale) arbeitend, entwerfend und lehrend als Leiterin der Keramikabteilung tätig. Als erste weibliche Töpfermeisterin Deutschlands in einer solchen Stellung entwickelte sie ab 1926 ein eigenes keramisches Sortiment. Ab 1929 stand sie der neu eingerichteten Porzellanwerkstatt vor und übertrug die keramische Werkstattleitung ihrem Mann Franz Rudolf Wildenhain. Gleichzeitig begann die Zusammenarbeit mit der Staatlichen Porzellanmanufaktur Berlin (KPM), die der Kunstgewerbeschule ihr technisches Knowhow zur Verfügung stellte und damit Friedlaenders Experimente förderte. Für die KPM entwarf sie u. a. 1929 die Kaffee-, Mokka- und Teeservice „Hallesche Form“, die 1930 auf der Leipziger Messe präsentiert werden konnten.
Neben der Vasen-Serie „Halle“ entwarf sie fünf Service. Insgesamt entwickelte Friedlaender 59 Einzelformen für die KPM. Weißporzellan mit sachlich moderner Formgebung als Tischgeschirr galt zu diesem Zeitpunkt als Neuheit, wobei Friedlaenders KPM-Geschirr „Hallesche Form“ auch dekoriert auf den Markt kam, am erfolgreichsten mit dem von Trude Petri 1931 entworfenen Dekor „Goldringe“.
Zu dieser Zusammenarbeit mit der KPM schrieb Wilhelm Nauhaus: „In der kurzen Zeit von Januar 1930 bis Januar 1933 brachte die Staatliche Porzellanmanufaktur Berlin mehrere Tee- und Kaffeegeschirre, Vasen und Dosen von nicht übertroffener künstlerischer und technischer Qualität heraus, die den Ruhm der alten Manufaktur neu begründeten und rasch über Kontinente trugen. Der im Jahre 1933 zur Emigration gezwungenen Künstlerin wurde bald nach dem Betreten Amerikas auf einer Gesellschaft der Tee aus Friedländer-Porzellan gereicht, ohne daß der Gastgeber vom Zusammenhang zwischen Gast und Geschirr etwas ahnte“.
1930 heiratete sie den Keramiker Franz Rudolf Wildenhain (1905–1980), ebenfalls Schüler der Dornburger Bauhaus-Werkstatt. Unmittelbar nach der NS-Machtübernahme wurde sie auf Druck der Nationalsozialisten wegen ihrer jüdischen Herkunft entlassen. Sie verließ Halle und emigrierte zunächst in die Niederlande. Die bereits entwickelten Entwürfe der „Flugzeugtasse“, deren Untertasse als offener Kreisring ausgeformt war (von Friedlaender selbst als „Ringmoccatasse“ bezeichnet), ging bei der KPM nicht mehr in Produktion, ihre Geschirre „Halle“ und „Burg Giebichenstein“ dagegen wurden noch bis Kriegsbeginn weiter produziert, ab 1933 allerdings ohne Namensnennung der jüdischen Entwerferin. In Putten bei Amersfoort und Amsterdam richtete sie das private Töpferstudio „Het Kruikje“ (Das Krüglein) ein, das sie gemeinsam mit ihrem Mann betrieb. 1937 gab die Regierung der Niederlande bei ihr ein Teeservice für die Manufaktur De Sphinx in Maastricht in Auftrag. „Five O’Clock“ war ihr letzter Entwurf in dieser Art. Obwohl dieses Geschirr auf der Weltausstellung Paris 1937 mit einer Silbermedaille ausgezeichnet worden war, ging es nicht in Produktion.
1940 ging Marguerite Friedlaender, gezwungenermaßen ohne ihren Mann, in die USA. Dort war sie von 1940 bis 1942 Leiterin der Keramikwerkstatt des College of Arts and Crafts in Oakland. Von 1942 bis 1949 arbeitete sie in der Künstlerkolonie Pond Farm in Guerneville, Kalifornien. 1949 trennten sich Marguerite Friedlaender und Franz Rudolf Wildenhain, der ihr erst 1947 in die USA hatte folgen können. Es kam zur Auflösung der „Pond Farm“. Danach begründete sie eine eigene Keramikwerkstatt, die „Pond Farm Pottery“, in der sie bis zu ihrem Tod schulbildend arbeitete und, basierend auf den keramischen Formen der Dornburger Bauhaus-Töpferei, eine europäische Tradition des Töpferhandwerks in den USA entfaltete. Die Verwendung elementarer Formen und deren ausgewogene Komposition zu Gesamtformen kennzeichnen gleichermaßen ihre Atelierkeramik wie ihre Entwürfe für die manufakturelle Serienproduktion. Neben ihrer keramischen Arbeit war Marguerite Friedlaender auch publizistisch tätig, hielt auf zahlreichen Kongressen Vorträge, schrieb Zeitschriftenbeiträge und veröffentlichte ihre Lebenserinnerungen.
Anfang 2013 widmete ihr (sowie Margarete Heymann-Marks und Eva Stricker-Zeisel) das Bröhan-Museum eine Ausstellung im Rahmen des Berliner Themenjahrs 2013 – Zerstörte Vielfalt.
In der Kunsthalle „Talstrasse“ in Halle (Saale) wurde vom 18. November 2018 bis 24. Februar 2019 die Ausstellung „Wir machen nach Halle“ zu Marguerite Friedlaender und Gerhard Marcks gezeigt, ein Beitrag zum Bauhaus-Jubiläum 2019. Anschließend war die Ausstellung vom 7. März 2019 bis 30. Juni 2019 im Gerhard-Marcks-Haus Bremen zu sehen.
Seit 2019 ist in der zum hundertjährigen Bauhaus-Jubiläum konzipierten Sonder-Ausstellung Die neue Formenwelt – Design des 20. Jh. aus der Sammlung Högermann auf der Leuchtenburg in Seitenroda u. a. Friedlaenders Vasen-Serie „Halle“ dauerhaft zu sehen.
Seit Herbst 2019 trägt die ehemalige Zweite Integrierte Gesamtschule der Stadt Halle (Saale) den Namen Marguerite-Friedlaender-Gesamtschule.

## Bildnis
- Charles Crodel: Die Töpferin Marguerite Friedlaender, Berliner Sezession, 64. Ausstellung: Künstler unter sich. Malerei. Plastik. März/April 1931, Nr. 9 (Veröffentlichungen des Kunstdienstes Nr. 57)

## Werke (Auswahl)
In der Zeit von 1929 bis 1933 für KPM:
- Vasen-Serie „Halle“ (seit 2000 wieder in Produktion)
- Kaffee-, Mocca- und Teeservice „Hallesche Form“ (Mocca-Service in Teilen wieder in Produktion)
- Speiseservice „Burg Giebichenstein“
- Hotelgeschirr „Hermes“ (für den Flughafen Halle-Leipzig)
- Flugzeugtasse („Ringmoccatasse“), 1933 (2000 Reedition in limitierter Auflage durch die Porzellanmanufaktur Meissen, 2023 Reedition durch die Königliche Porzellan-Manufaktur Berlin)

## Eigene Schriften
- Wildenhain: Pottery, Form and Expression (Pacific Books, Publishers, Palo Alto, California 1962), ISBN 0-87015-238-6.
- Marguerite Wildenhain: The Invisible Core: A Potter’s Life and Thoughts (Pacific Books, Publishers, Palo Alto, California 1973) ISBN 0-87015-201-7.
- Marguerite Wildenhain: …that We Look and See: An Admirer Looks at the Indians (South Bear Press, Decorah, IA, 1979) ISBN 0-89279-025-3.
- Marguerite Friedlaender-Wildenhain: Ein Leben für die Keramik. Die Handwerkskunst der großen Keramikerin des Bauhauses. Verlag Neue Keramik, Berlin 1989, ISBN 3-9802217-0-9.
- Ruth R. Kath, ed.: The Letters of Gerhard Marcks and Marguerite Wildenhain, 1970–1981: A Mingling of Souls. (Iowa State University Press and Luther College, Iowa 1991) ISBN 0-8138-0504-X.